# Katie Leclerc
Katie Lynn Leclerc (San Antonio, 6 novembre 1986) è un'attrice statunitense, membro della comunità sorda.

## Biografia
Katie Leclerc è nata a San Antonio, Texas, ed è cresciuta a Lakewood, in Colorado. È la più giovane di tre fratelli. Ha imparato la lingua dei segni americana a 17 anni, dopo aver scoperto di avere un disturbo dell'udito. Anche sua sorella maggiore ha disturbi dell'udito ed insegna la lingua dei segni americana (ASL). A 20 anni le è stata diagnosticata la malattia di Ménière, una malattia degenerativa dell'orecchio interno i cui sintomi includono perdita fluttuante dell'udito e vertigini; sia il padre sia la sorella hanno contratto la medesima malattia. Durante i suoi primi 17 anni è cresciuta ignara della malattia che ha poi contratto, ed è quindi in grado di usare correttamente la propria voce come qualsiasi persona udente. Katie usa un accento da sorda in Switched at Birth - Al posto tuo per sottolineare la perdita di udito di Daphne (e occasionalmente la sua voce naturale in alcuni episodi particolari).

### Vita privata
Il 6 settembre 2014 si è sposata con Brian Habecost. Al matrimonio hanno partecipato i membri del cast di Switched At Birth, tra cui Lea Thompson, Lucas Grabeel, Constance Marie e Vanessa Marano, la quale ha fatto anche da damigella alla LeClerc.

### Carriera
Katie Leclerc ha scoperto la sua passione per la recitazione a scuola, quando ha ottenuto il ruolo di protagonista in una produzione di Annie. Quando si è trasferita a San Diego, Katie ha continuato a recitare al teatro della scuola High Valley Center con la International Dramatic Troupe VC Thespian Society 6199 sotto la direzione di John Ward. Ha partecipato a spot pubblicitari per Pepsi, Cingular, Comcast e GE. Nel 2006, è comparsa nel video What Hurts the Most dei Rascal Flatts, nel ruolo di una studentessa.
Ha iniziato la sua carriera televisiva come guest-star in Veronica Mars, ma ha ottenuto maggior successo con il suo primo ruolo principale in Switched at Birth, dove interpreta Daphne Vasquez, una ragazza sorda che alla nascita viene data alla famiglia sbagliata.
Sull'interpretare il personaggio Daphne, ha commentato:
Nel 2015 è la protagonista di "Cloudy With a Chance of Love" e nel 2016 di "Holiday Breakup". A fine 2016 è stata scelta per interpretare Auburn, la protagonista del libro "Le confessioni del cuore" (Confess) di Colleen Hoover da cui viene tratta una web series prodotta da go90.

## Filmografia

### Cinema
- Gravy Train, regia di Wes C. Redmon (2006)
- La musica del cuore (Flying By), regia di Jim Amatulli (2009)
- The Inner Circle, regia di Camille Poisson (2009)
- Seven Lanterns, regia di Paul Hougland (2011)
- The Ones, regia di John Romo (2012)
- The Confession, regia di Michael Landon Jr. (2013)
- Holiday Breakup, regia di Temple Mathews (2016)
- Stars Are Already Dead, regia di Shaun Hart (2016)
- Round of Your Life, regia di Dylan Thomas Ellis (2019)
- Blue Call, regia di Brian Farmer (2021)
- A Cape Cod Christmas, regia di John Stimpson (2021)

### Televisione
- Veronica Mars – serie TV, episodio 1x11 (2005)
- Fashion House – serie TV, 4 episodi (2006)
- The Naked Trucker and T-Bones Show – serie TV, episodio 1x05 (2007)
- Saints & Sinners – serie TV, episodio 1x21 (2007)
- The Riches – serie TV, episodio 2x02 (2008)
- The Ex List – serie TV, episodio 1x03 (2008)
- Hard Times - Tempi duri per RJ Berger (The Hard Times of RJ Berger) – serie TV, episodio 1x11 (2010)
- The Big Bang Theory – serie TV, episodio 5x04-10x14 (2011-2017)
- Switched at Birth - Al posto tuo (Switched at Birth) – serie TV, 103 episodi (2011-2017)
- Community – serie TV, episodio 5x06 (2014)
- Una seconda occasione (The Reckoning), regia di Mark Jean – film TV (2015)
- Un amore a ciel sereno (Cloudy with a Chance of Love), regia di Bradford May – film TV (2015)
- Confess – serie TV, 7 episodi (2017)
- Party Boat, regia di Dylan Kidd – film TV (2017)
- Il volto biondo della pazzia (Psycho In-Law), regia di John Murlowski – film TV (2017)
- La vendetta della sposa (A Bride's Revenge), regia di Robert Malenfant – film TV (2019)
- The Filth – serie TV, episodio 1x01 (2019)
- Christmas a la Mode, regia di John Stimpson – film TV (2019)
- NCIS - Unità anticrimine (NCIS) – serie TV, episodio 17x13 (2020)
- Ninna nanna mortale (A Mother Knows Worst), regia di Robert Malenfant – film TV (2020)
- Waffles + Mochi – serie TV, episodio 1x01 (2021)

## Doppiatrici italiane
Nelle versioni in italiano delle opere in cui ha recitato, Katie Leclerc è stata doppiata da:
- Francesca Manicone in Switched at Birth - Al posto tuo, Pulse